# Chris Cummings
Christopher Allen Thomas Cummings (* 11. August 1975) ist ein kanadischer Country-Musiker.

## Leben
Er begann im Alter von fünf Jahren aufzutreten. Nach Veröffentlichung einer CD in Eigenregie nahm in Jim Ed Norman auf dem Label Reprise Records unter Vertrag. Das Debütalbum Somewhere Inside, das im Juni 1996 erschien, wurde in Kanada mit einer Goldenen Schallplatte ausgezeichnet. Seine Singles Sure Enough und The Kind of Heart That Breaks erreichten jeweils Platz 1 der RPM Country Tracks Chart.

## Diskografie

### Alben
- 1996: Somewhere Inside
- 1998: Chris Cummings (Kompilation)
- 2000: Lonesomeville
- 2002: Ooh, That Could Cost Him the Gold, Bob!
- 2004: Greatest Hits (Kompilation)
- 2006: Who Says You Can't?
- 2010: Give Me Tonight

### Singles (Auswahl)
- 1996: I Waited